# Chrostosoma lea
Chrostosoma lea är en fjärilsart som beskrevs av William Schaus 1924. Chrostosoma lea ingår i släktet Chrostosoma och familjen björnspinnare. Inga underarter finns listade i Catalogue of Life.